# 에이프릴바이오
주식회사 에이프릴바이오(영어: AprilBio)는 대한민국의 신약 개발 기업이다.

## 역사 및 현황

### 전환사채 발행
2023년 150억 규모의 전환사채를 발행하였다. 또한 같은 해에 1주당 1.0주를 배정하는 무상증자를 하였다.

## 논란
상장으로 조달한 금액을 투자하지 않고 예적금 등 단기금융상품에 넣어두어 논란이 있고 있다.